# Хантли (Шотландия)

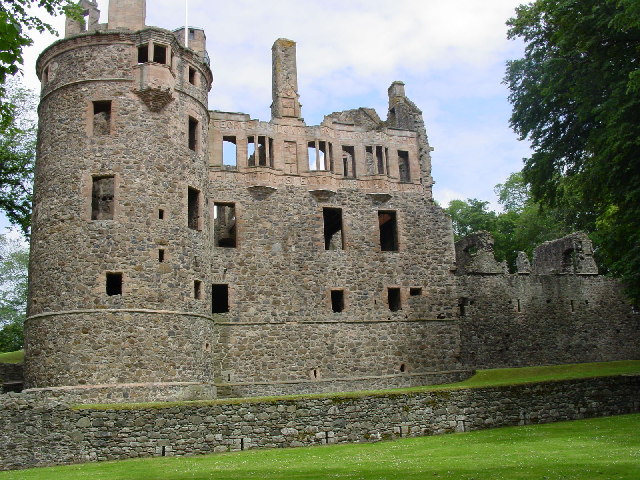
Замок Хантли

Хантли (англ. Huntly) — город округа Абердиншир в Шотландии. Расположен на северо-востоке Шотландии. Ранее известный как Милтон из Стратбоги или просто Стратбоги .
Находится в 39 км от Абердина и около 700 км к северу от Лондона.

## История
Первое письменное упоминание о Хантли встречается в 1180 году, когда здесь был построен Замок Хантли, главная достопримечательность города. Руины этого замка сохранились и по сей день.
До 1506 года носил название Милтон из Стратбоги. В 1769 году герцог Гордон основал здесь город. В 1799 году в городе проживало около 3000 жителей.
Хантли — место формирования пехотного полка Британской армии — Гордонские горцы, существовавшего с 1881 по 1994 годы и названного в честь шотландского клана Гордон. В его рядах служили выходцы из Абердина и Северо-Восточной Шотландии.
В 1854 году построена железная дорога.
Недалеко от города находится центр соколиной охоты, сезон которой длится с апреля по октябрь.

## Персоналии
- Легг, Джеймс — британский синолог, миссионер.
- Макдональд, Джордж — шотландский романист и поэт.